# Didrik Reder
Didrik Reder, född 28 april 1785 i Tyskland, död 30 maj 1847 i Norrköpings Hedvigs församling, Östergötlands län, var en svensk bruksägare och industriidkare.

## Biografi
Didrik Reder föddes 1802 i Tyskland. Han blev 1827 brukspatron på Börsjö bruk som han ärvde. Reder avled 1854 i Norrköping.
Reder var från 1836 till 1847 ordförande i Norrköpings stads gille, Östergötlands läns hushållningssällskap och efterträdde Magnus Lorentz Ekelund.

### Egendom
Reder ägde bland annat Getå i Krokeks socken. Han var även brukspatron på Börsjö bruk. Reder blev 1834 ägare av Grävsten i Svinstads socken.

### Familj
Reder var gift med Beata Maria Eberstein (1802–1854), dotter till grosshandlaren Daniel Eberstein och Hedvig Beata Broms. Efter Reders död gifte hon om sig med översten Christian Erik Ahlström.